# Catapyrenium squamellum
Catapyrenium squamellum är en lavart som först beskrevs av William Nylander och fick sitt nu gällande namn av J. W. Thomson. 
Catapyrenium squamellum ingår i släktet Catapyrenium och familjen Verrucariaceae. Inga underarter finns listade i Catalogue of Life.